# David Grossman
David Grossman, Hebreeuws: דויד גרוסמן (Jeruzalem 25 januari 1954), is een Israëlisch (Hebreeuws) schrijver van kinderboeken, romans en essays. Zijn A Horse Walks Into a Bar (Komt een paard een kroeg binnen), vertaald door Jessica Cohen, kreeg in 2017 de International Booker Prize. In 2022 won hij de Erasmusprijs voor zijn oeuvre.

## Biografie
De moeder van Grossman werd geboren in het toen nog Mandaatgebied Palestina, vóór de stichting van de staat Israël in 1948. Zijn vader emigreerde in 1933 uit Polen. Grossman studeerde filosofie en theaterwetenschappen aan de Hebreeuwse Universiteit van Jeruzalem. Vervolgens werkte hij een tijdlang als radiocorrespondent voor de zender Kol Israël. Tussen 1970 en 1984 maakte hij een populaire kinderuitzending en schreef hij ook zijn eerste kinderboeken. 
Grossman staat bekend als vredesactivist, is kritisch over de Israëlische strijd met de Palestijnen en riep in augustus 2006 samen met collega-schrijver Amos Oz regeringsleider Ehud Olmert op om de aanvallen op Libanon te staken. Twee dagen later sneuvelde Grossmans op een na oudste zoon in dezelfde Israëlisch-Libanese oorlog, terwijl hij schreef aan een roman over een vrouw die bang was haar zoon te verliezen in de oorlog. In een interview zegt hij daarover: “Wat gebeurde, gebeurde. Na de zeven dagen lamenti ben ik weer gaan schrijven. Ik weet geen andere manier van omgaan met de wereld. Ik begrijp de wereld dóór mijn schrijven”. In een interview met La Repubblica op 1 augustus 2025 noemde hij de oorlog in Gaza "genocide": "Dat zeg ik met immens verdriet en een gebroken hart".
Grossman werkt en woont met zijn gezin in Jeruzalem.

## Werk
Grossmans romans kennen veelal een complexe structuur en behandelen typisch Joods-Israëlische thema’s als de Holocaust en de Palestijnse kwestie. Hij raakt pijnlijke onderwerpen aan, op een vaak uiterst confronterende manier. “Ik acht het de taak van de schrijver om een vinger op de zere plek te leggen, om op een nieuwe manier, in een taal waarvoor de lezer zich nog niet heeft leren afschermen, te beschrijven hoe gecompliceerd de bestaande situatie is”, zo stelt hij. Grossman probeert ‘de ander’ steeds van binnenuit te begrijpen. Een centraal thema in zijn werk is onrechtvaardigheid, als politieke conditie maar ook als psychologische obsessie.
Misschien wel het meest bekend is Grossmans debuutroman voor volwassenen Zie: liefde (1986), een omvangrijke, ambitieuze roman over de Jodenvervolgingen waarin een aantal soms realistische, soms fantastische verhaallijnen door elkaar heen lopen. Andere wereldwijd geprezen boeken zijn De uitvinder van geheimen (1991) en de adolescentenroman De stem van Tamar (2000).
In 2016 kwam The Yellow Wind uit, een indringend portret van de Westbank onder Israëlische bezetting.
Grossmans romans zijn merendeels in het Nederlands vertaald en werden veelvuldig bekroond, onder meer met de Bialik-prijs.